# 马托齐纽斯
马托齐纽斯是巴西米纳斯吉拉斯州的一个市镇。总面积252.908平方公里，总人口33317人，人口密度131.7人/平方公里。